# Ohuro
Ohuro（オフロ）は、埼玉県出身、日本のシンガーソングライター、トラックメイカー、ビートメイカー。tom satouによる音楽ソロプロジェクト。別名は佐島叶夢。2020年1月1日、活動開始。

## ディスコグラフィー
2020年
- シングル「bad toy」「child」配信
- EP 「Horror Ziploc」配信、自主製作freeCD 30枚

## 舞台出演
- 2018年 オザワミツグ演劇　「わたし、不合格」
- 2019年オザワミツグ演劇　「どうも、セックスよ、こんにちわ」「世界でひとり落ちてだけじゃないかもよ」　（佐島叶夢、名義）